# ユーコン・エリカ
ユーコン・エリカ（Yukon Erica、女性、1965年 - ）は、カナダのパワーリフティング選手、プロレスラー。オンタリオ州トロント出身。

## 来歴
1986年に地元トロントで開催されたパワーリフティング世界選手権でベンチプレス165kgを記録し優勝。
同年6月に来日し、「重量挙げ世界王者」の触れ込みで全日本女子プロレスからプロレスデビューを発表。「タッグリーグ・ザ・ベスト」の会見と合わせ、後楽園ホール展示場にて大々的に発表が行われた。
リングネームはキラー・コワルスキーの「耳そぎ事件」で知られるユーコン・エリックを捩り「ユーコン・エリカ」と命名された。
デビュー戦は1986年10月10日、後楽園ホールでの永友香奈子戦。リフトアップ・スラムなどを駆使して勝利を収めた。
日本、母国カナダに加えニュージーランド、アメリカを股に掛けて活動した。
1987年に2度目の来日を果たし、パンテラ・スレーニャと対戦も、これが最後の来日となった。

## 得意技
- リフトアップ・スラム[1]
- カナディアン・バックブリーカー[1]